# Anna Fisher
Anna Lee Fisher, nata Tingle, (New York, 24 agosto 1949) è un'ex astronauta e chimica statunitense.
Sposata con il collega astronauta William Frederick Fisher, e madre di due figli, nel 1984 è diventata la prima madre nello spazio. Nel corso della sua carriera alla NASA ha partecipato a tre importanti programmi: Space Shuttle, Stazione spaziale internazionale e Orion.

## Biografia
Fisher è nata a New York ed è cresciuta a San Pedro in California. Si è diplomata nel 1967 al liceo di San Pedro. Ha poi conseguito la laurea triennale in chimica nel 1971 presso l'Università della California, Los Angeles.  Fisher ha poi proseguito gli studi presso la scuola di specializzazione in chimica nel campo della cristallografia a raggi X di metallocarbonani. L'anno successivo si è trasferita alla UCLA School of Medicine, dove ha conseguito la laurea in Medicina nel 1976. Ha completato il suo tirocinio all'Harbor General Hospital di Torrance in California nel 1977. Ha scelto di specializzarsi in medicina d'emergenza-urgenza e ha lavorato in diversi ospedali dell'area di Los Angeles. In seguito Fisher è tornata alla scuola di specializzazione e ha conseguito un Master of Science in chimica presso l'UCLA nel 1987. Con suo marito, il collega astronauta William Frederick Fisher, ha avuto due figlie, Kristin Anne (nata il 29 luglio 1983) e Kara Lynne (nata il 10 gennaio 1989). Risiede a Houston in Texas.

### Carriera alla NASA

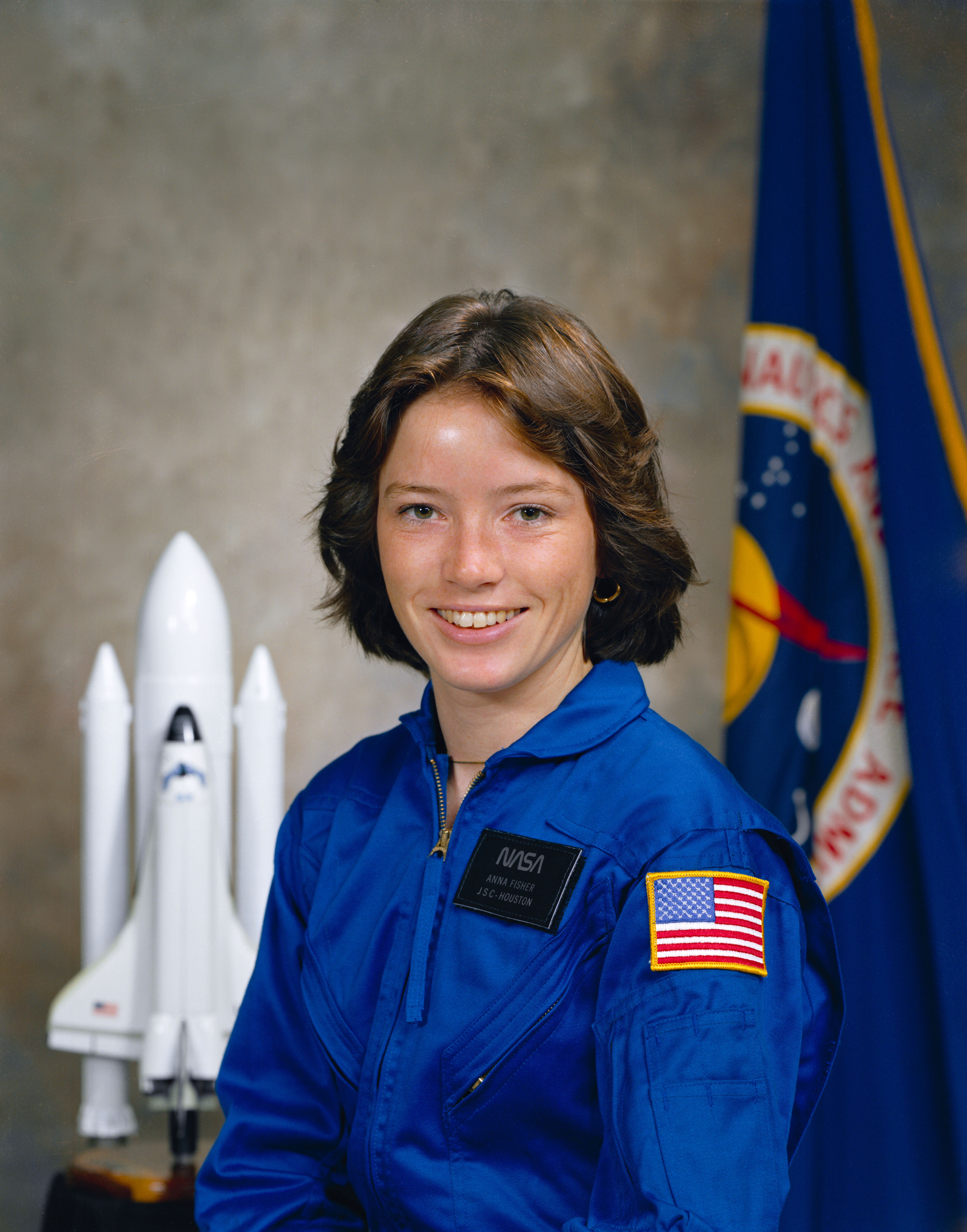
La candidata astronauta Anna L. Fisher in tuta blu da volo nel 1979

Fisher è stata selezionata come candidata astronauta nel gennaio 1978. Nell'agosto 1979 ha completato il suo periodo di addestramento e di valutazione rendendola idonea ad essere assegnata come specialista di missione per gli equipaggi degli Space Shuttle.
Dopo il programma di formazione di base di un anno, i primi incarichi di Fisher alla NASA (da prima della STS-1 fino alla STS-4) comprendevano quanto segue:
- Sviluppo e collaudo del Remote Manipulator System Canadarm, comunemente chiamato braccio robotico dello shuttle
- Contributo alla progettazione di tute spaziali adatte alle donne, chiamate Extravehicular Mobility Unit extra-piccole
- Sviluppo e collaudo di procedure di camminata spaziale di emergenza per le porte della zona di carico e procedure di riparazione di emergenza
- Verifica del software di volo presso lo Shuttle Avionics Integration Laboratory; in tale veste ha esaminato i requisiti di prova e le procedure per la verifica del software di salita, in orbita e SRMS ed è servita come consulente del personale per la verifica e i test di sviluppo per STS-2, STS-3 e STS-4.

Per la STS-5 fino alla STS-7, Fisher ha contribuito al collaudo integrato dei veicoli e al test del carico utile presso lo John F. Kennedy Space Center. Inoltre Fisher ha contribuito al lancio e all'atterraggio di ogni Orbital Flight Test (STS 1-4) (sia in un sito primario che in un sito di backup) come medico negli elicotteri di soccorso e ha fornito contributi sia medici che operativi per lo sviluppo delle procedure di soccorso. Fisher è stato un controllore di volo per la STS-9.

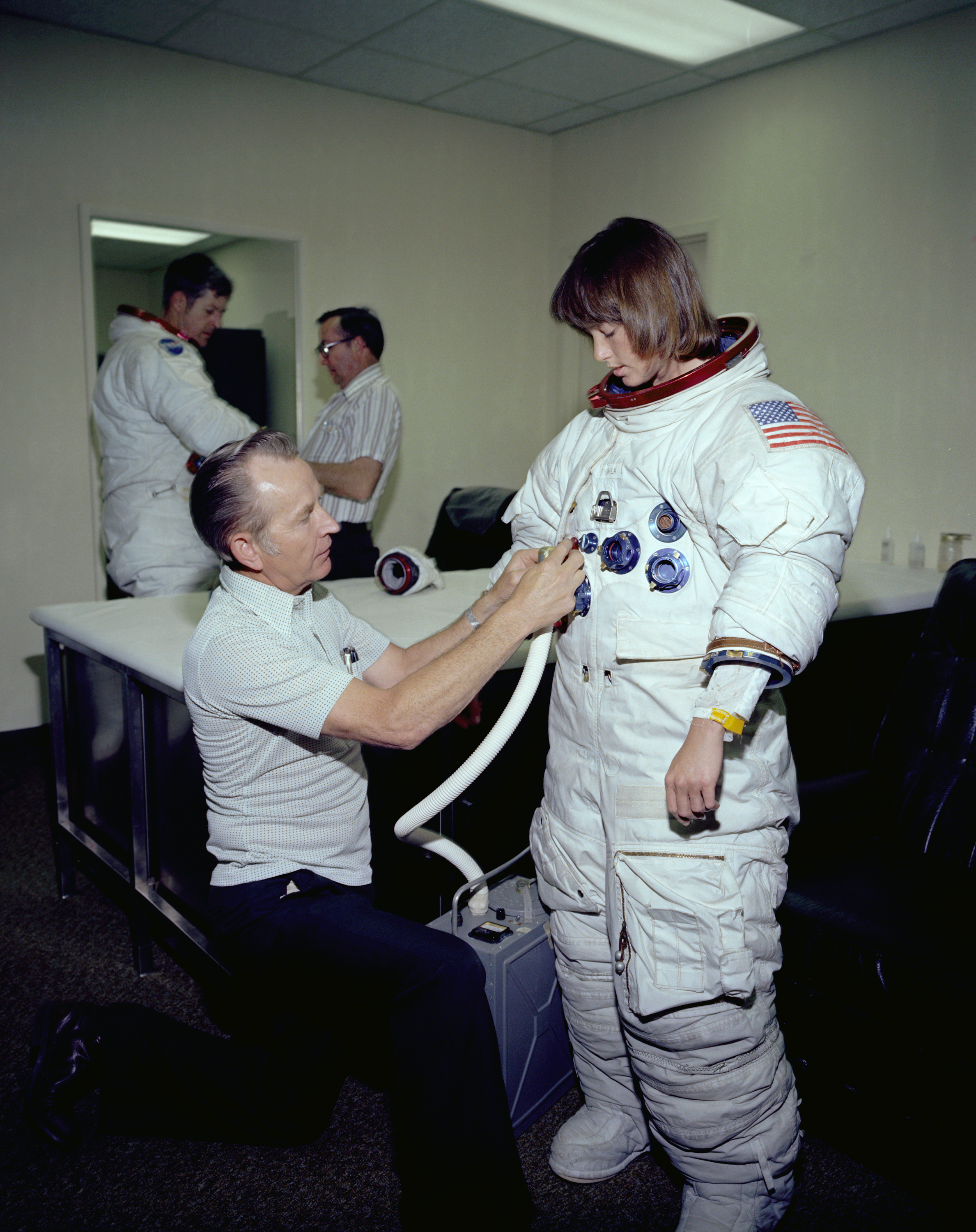
Fisher mentre si prepara ad indossare la tuta. Come una delle prime astronaute donne, ha contribuito alla progettazione di una tuta spaziale su misura per l'anatomia femminile

L'8 novembre 1984 ha volato a bordo dello Space Shuttle Discovery per la missione STS-51-A come specialista di missione. Era accompagnata da Frederick Hauck (comandante), David Walker (pilota) e i colleghi specialisti della missione Joseph Allen e Dale Gardner. Al termine del suo volo, Fisher ha registrato un totale di 192 ore nello spazio. La missione ha dispiegato due satelliti e ne ha recuperati altri due che erano in orbite non corrette a causa del malfunzionamento dei loro motori di spinta (vedi missione STS-41-B). Questa missione l'ha resa la prima madre nello spazio.
Fisher è stata assegnata come specialista di missione su STS-61-H prima del disastro dello Space Shuttle Challenger. A seguito dell'incidente ha lavorato come vice del ramo sviluppo missioni dell'ufficio astronauti e come rappresentante dell'ufficio astronauti per le questioni relative ai file dei dati di volo. In tale veste ha svolto il ruolo di rappresentante dell'equipaggio nel Consiglio per il cambiamento delle procedure dell'equipaggio. Fisher ha fatto parte della Commissione di selezione degli astronauti per la classe 1987 degli astronauti. Ha anche lavorato nell'ufficio di supporto della Stazione Spaziale in cui ha lavorato part-time nella sezione operativa. Era la rappresentante dell'equipaggio che supportava lo sviluppo della stazione spaziale nelle aree dell'addestramento, dei concetti operativi e della struttura di manutenzione sanitaria.
Dal 1988 al 1996, Fisher ha chiesto alla NASA un congedo prolungato per crescere la sua famiglia.
Quando è ritornata all'ufficio astronauti è stata assegnata al reparto di pianificazione delle operazioni per lavorare sulle procedure e sulle questioni di formazione a sostegno della Stazione Spaziale Internazionale. Dal giugno 1997 al giugno 1998 è stata il capo della sezione di pianificazione delle operazioni. A seguito di una riorganizzazione dell'ufficio astronauti è stata assegnata come vice per le operazioni e l'addestramento del ramo della Stazione Spaziale dal giugno 1998 al giugno 1999. In tale veste ha avuto la responsabilità di supervisionare i contributi dell'ufficio astronauti al programma della Stazione Spaziale su questioni riguardanti le operazioni, le procedure e l'addestramento per la ISS. Successivamente è stata capo della sezione della Stazione Spaziale dell'ufficio astronauti con responsabilità di supervisione per 40-50 astronauti e ingegneri di supporto. In tale veste ha coordinato tutti i contributi degli astronauti all'ufficio programmi della Stazione spaziale su questioni riguardanti la progettazione, lo sviluppo e il collaudo dell'hardware della stazione spaziale. Inoltre, ha coordinato tutti i contributi dell'Ufficio astronauti alle operazioni, alle procedure e all'addestramento della Stazione Spaziale e ha lavorato con i partner internazionali per negoziare i requisiti di progettazione e gli standard comuni per i display e le procedure.
È stata anche rappresentante dell'ufficio degli astronauti in numerose commissioni di programma della Stazione Spaziale e commissioni multilaterali. Fisher è stata poi assegnata al ramo dello Shuttle e ha svolto incarichi tecnici in quel ramo. Fisher ha dichiarato che era in lista per volare un'altra missione quando è avvenuto il disastro del Columbia.
Nel 2012, durante l'atterraggio dello Space Shuttle Discovery all'aeroporto Dulles di Washington, dove stava per essere archiviato presso lo Smithsonian Institution, ha consigliato ad un aspirante astronauta di "studiare il russo". Almeno un commentatore ha suggerito che si trattava di una velata critica alla mancanza di fondi del governo statunitense per il programma spaziale.
Come dirigente astronauta ha lavorato contemporaneamente per le filiali Capsule Communicator ed Exploration della NASA, lavorando come CAPCOM e nello sviluppo di display per l'Orion fino al suo pensionamento nell'aprile del 2017.

## Nella cultura di massa
Come astronauta, prima e dopo i suoi incarichi di volo, Fisher ha partecipato (e partecipa) a numerose apparizioni pubbliche. Ad esempio ha parlato con i visitatori all'open house del Langley Research Center della NASA il 22 settembre 2012 ed è stata ospite speciale alla 99ª edizione della 500 miglia di Indianapolis il 24 maggio 2015. Tra queste ci sono anche le apparizioni legate sia alla all'essere una delle sei donne originali selezionate dalla NASA sia al suo precedente matrimonio con il collega astronauta, per esempio sono apparsi insieme alla figlia Kristin in un segmento dell'agosto 1983 di Good Morning America.
Il fotografo John Bryson ha scattato una serie di foto di Fisher con indosso un casco e una tuta spaziale e uno di quegli scatti è diventata un'icona. Questa immagine è stata utilizzata per promuovere le band MGMT, Incubus, Arctic Monkeys e altre.

## Premi e riconoscimenti
- Borsa di studio per la ricerca universitaria della National Science Foundation nel 1970/1971
- Laureato alla UCLA con lode in chimica
- NASA Space Flight Medal
- Medaglia d'argento Lloyd's of London for Meritorious Salvage Operations
- Premio Mother of the Year nel 1984
- Premio alla carriera professionale UCLA
- Premio alla carriera medica dell'UCLA
- NASA Exceptional Service Medal nel 1999.
- Donna dell'anno per il California Science Center nel 1986
- Premio Alumni dell'anno dell'UCLA nel 2012